# チャイム (水沢めぐみの漫画)
『チャイム』は、水沢めぐみによる少女漫画作品。

## 概要
『りぼん』（集英社）に1989年4月号より1990年5月号まで連載。コミックス全3巻は現在では絶版となっており、かわりに文庫版全2巻が刊行されている。
前作の『空色のメロディ』が外国を舞台としたファンタジー色が強かったのに対し、この作品では主人公・朝子の中学校最後の1年間を歳時記のように描いているのが特徴である。思春期を迎えた少女の揺れる心の動きを優しいタッチで描いた作品である。

## あらすじ
桜坂学園中学3年の立原朝子は写真部に所属しているものの、腕は未熟。中学3年に始業式の日、遅刻しそうになった朝子がへとへとになって桜の木の下で倒れこんでしまった時、一人の少年に声をかけられた。彼の名前は高野良介、舞い散る桜の下で二人は運命的な出会いを果たす事になった――。

## 登場人物
本作品では雑誌連載時（1989年）の年齢を基にした生年設定（中学3年生であった朝子たちは1974年もしくは1975年生まれ）が導入されているが、本記事においてはあえて省くものとする。
立原朝子（たちはら あさこ）
私立桜坂学園中学3年2組。おしとやかでおっとりとした性格。小さい頃に見たとある写真に憧れて写真部に入部するが腕は未熟。顧問である有馬に憧れている。そのためか得意科目は理科。両親と妹2人の5人家族。1月17日生まれ。A型。
高野良介（たかの りょうすけ）
私立桜坂学園中学3年2組。ぶっきらぼうな面もあるが優しい性格。10歳年上の姉がいる。陸上部に所属しており将来を期待されていた。9月3日生まれ。O型。
本橋なみ子（もとはし なみこ）
私立桜坂学園中学3年2組。朝子とは小学校の時からの親友。だが、お互いに高野の事を好きになってしまった事に気付いてしまったために気まずくなってしまう。バレーボール部所属。10月28日生まれ。O型。
千葉拓郎（ちば たくろう）
私立桜坂学園中学3年2組。新聞部部長。高野の親友でクラスで一番のお調子者。だが、高野と朝子となみ子の三角関係の状態を一番心配している人物の一人である。実家は喫茶店。6月11日生まれ。O型。
芹沢淳（せりざわ あつし）
私立桜坂学園中学3年。朝子が所属する写真部の部長。学年一の秀才で高野をライバル視する。朝子に好意を持っており、朝子と高野の仲を裂くためにかなり悪辣な策動も行うが結果的には裏目に出てしまう。4月5日生まれ。AB型。
有馬一郎（ありま いちろう）
私立桜坂学園中学3年2組担任（理科担当）。写真部顧問でもある。1学期の始業式の時点では24歳。朝子の憧れの人であったが、中学時代からの恋人であった高野の姉と結婚してしまう。7月15日生まれ。B型。
立原夕貴（たちはら ゆき）
私立桜坂学園中学1年。朝子の妹。姉である朝子と違って活発な性格。テニス部に所属している。8月1日生まれ。A型。
立原もも（たちはら もも）
朝子のもう一人の妹で生後間もない赤ちゃん。通称ももりん。10月6日生まれ。O型。

## 備考
- 漫画欄外の製作秘話において、この作品の元となった水沢を含む『りぼん』の漫画家4人による同人誌があるとされる。[要出典]

## 書籍リスト
- りぼんマスコットコミックス（1989年－1990年）
  1. ISBN 978-4-08-853503-6
  2. ISBN 978-4-08-853520-3
  3. ISBN 978-4-08-853537-1
- 集英社文庫（コミック）（2006年）
  1. ISBN 978-4-08-618497-7（文庫み 28-13）
  2. ISBN 978-4-08-618498-4（文庫み 28-14）